# Nattapong Tewawetchapong
Nattapong Tewawetchapong (26 de septiembre de 1986) es un deportista tailandés que compitió en taekwondo. Ganó una medalla de plata en los Juegos Asiáticos de 2006 en la categoría de –58 kg.

## Palmarés internacional
| Juegos Asiáticos | Juegos Asiáticos | Juegos Asiáticos | Juegos Asiáticos |
| Año              | Lugar            | Medalla          | Categoría        |
| ---------------- | ---------------- | ---------------- | ---------------- |
| 2006             | Doha (Catar)     | Medalla de plata | –58 kg           |